# Górna Marna
Górna Marna (fr. Haute-Marne, wymowaⓘ) – francuski departament położony w regionie Grand Est, w dolinie rzeki Marny. Departament oznaczony jest liczbą 52. Departament został utworzony 4 marca 1790 roku. Ośrodkiem administracyjnym (prefekturą) jest miasto Chaumont.
Według danych na rok 2010 liczba ludności departamentu wynosi 184 039 osób (29 os./km²).

## Geografia
Departament Górna Marna graniczy z departamentami Moza, Wogezy, Górna Saona, Côte-d’Or, Aube i Marna. Położony jest w dolinie rzeki Marny, prawym dopływem Sekwany, a jego powierzchnia wynosi 6211 km². Najwyższym wzniesieniem jest Haut-du-Sac, w południowo-zachodniej części departamentu, 516 m n.p.m.
W 2023 roku w skład departamentu wchodziło 426 gmin (lista).

### Miejscowości
Największe miejscowości departamentu (w nawiasach liczba ludności w 2021 roku):

- Saint-Dizier (23 068)
- Chaumont (21 699)
- Langres (7697)
- Nogent (3548)
- Joinville (2972)
- Wassy (2777)
- Chalindrey (2377)
- La Porte-du-Der (2169)
- Eurville-Bienville (2029)
- Éclaron-Braucourt-Sainte-Livière (2014)
- Bourbonne-les-Bains (1969)
- Bologne (1821)
- Val-de-Meuse (1813)
- Bettancourt-la-Ferrée (1795)
- Châteauvillain (1543)
- Villiers-en-Lieu (1476)
- Froncles (1387)
- Rolampont (1380)
- Biesles (1325)
- Rives Dervoises (1314)
- Chevillon (1312)
- Fayl-Billot (1284)
- Bayard-sur-Marne (1277)
- Le Montsaugeonnais (1139)
- Saints-Geosmes (1096)
- Chamarandes-Choignes (1029)
- Chancenay (1016)

## Historia
Departament Górna Marna powstał 4 marca 1790 podczas Wielkiej Rewolucji Francuskiej z części dawnych prowincji: Szampanii, Burgundii, Lotaryngii i Franche-Comté.
Inne ważne daty z historii tego regionu to:
- 58 r. p.n.e. – Juliusz Cezar podbił Galów i przyłączył region do Cesarstwa Rzymskiego. Wówczas prowincja nosiła nazwę Gaule Lyonnaise.
- 1562 – masakra protestantów w Wassy stała się początkiem wojny domowej
- 1814 – inwazja armii pruskiej, austriackiej i rosyjskiej; podpisano traktat w Chaumont
- 1917 – John Pershing założył kwaterę generalną w Chaumont
- 1958 – generał Charles de Gaulle spotkał się z kanclerzem Adenauerem w La Boisserie – spotkanie to stało się symbolem francusko-niemieckiego pojednania.

## Przyroda

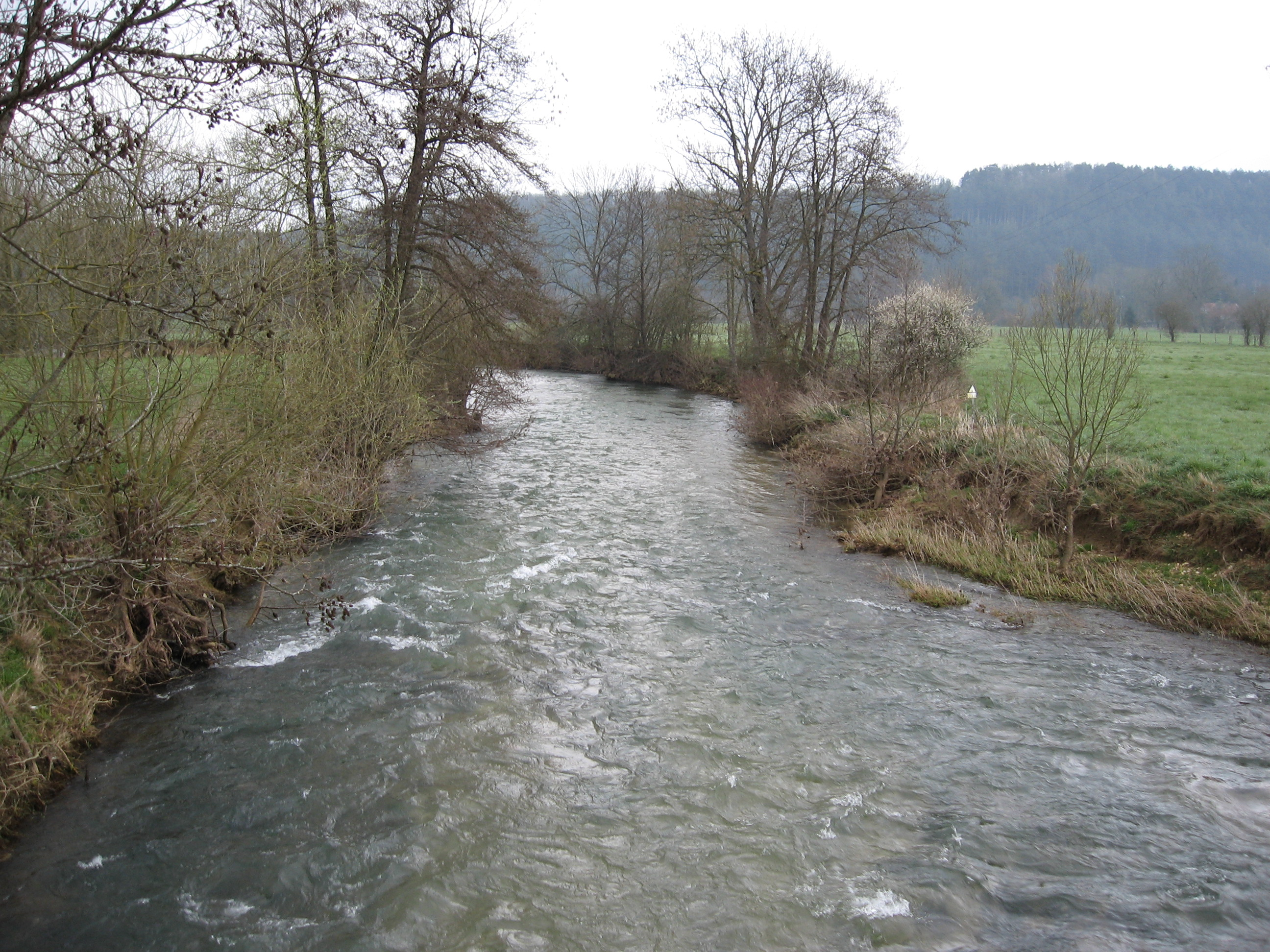
Rzeka Marna

40% terytorium departamentu stanowią lasy mieszane, co daje 9. miejsce we Francji. Łączna powierzchnia lasów to 250 000 ha. Duża część pozostałego obszaru to użytki rolnicze.
Charakterystyczne dla regionu zwierzęta to gatunki pełnorogich, natomiast wśród flory występuje ok. 30 gatunków storczyków.

## Gospodarka

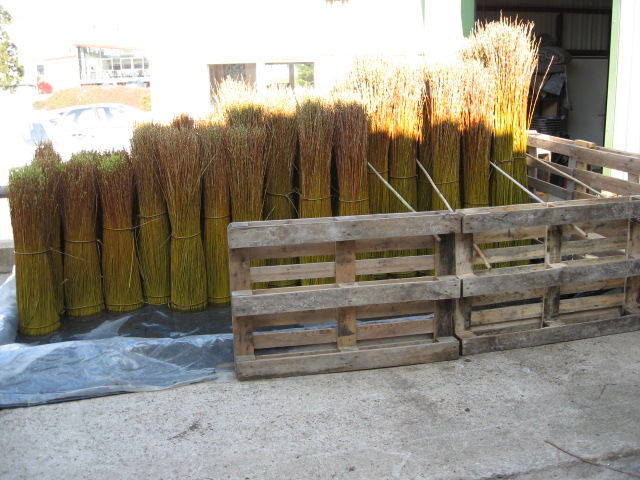
Produkcja wikliny

Główne gałęzie gospodarki w departamencie Górna Marna związane są z uwarunkowaniami środowiskowymi, czyli są to:
- rolnictwo – powierzchnia użytków rolnych – 313 400 ha; główne uprawy – pszenica, jęczmień, kukurydza, rzepak; produkcja zwierzęca – bydło mleczne i mięsne, owce i trzoda chlewna,
- przemysł przetwórczy,
- rzemiosło – wyroby metalowe z Nogent i wikliniarskie z okolic Fayl-Billot
- turystyka.

## Turystyka
Główne atrakcje turystyczne to:

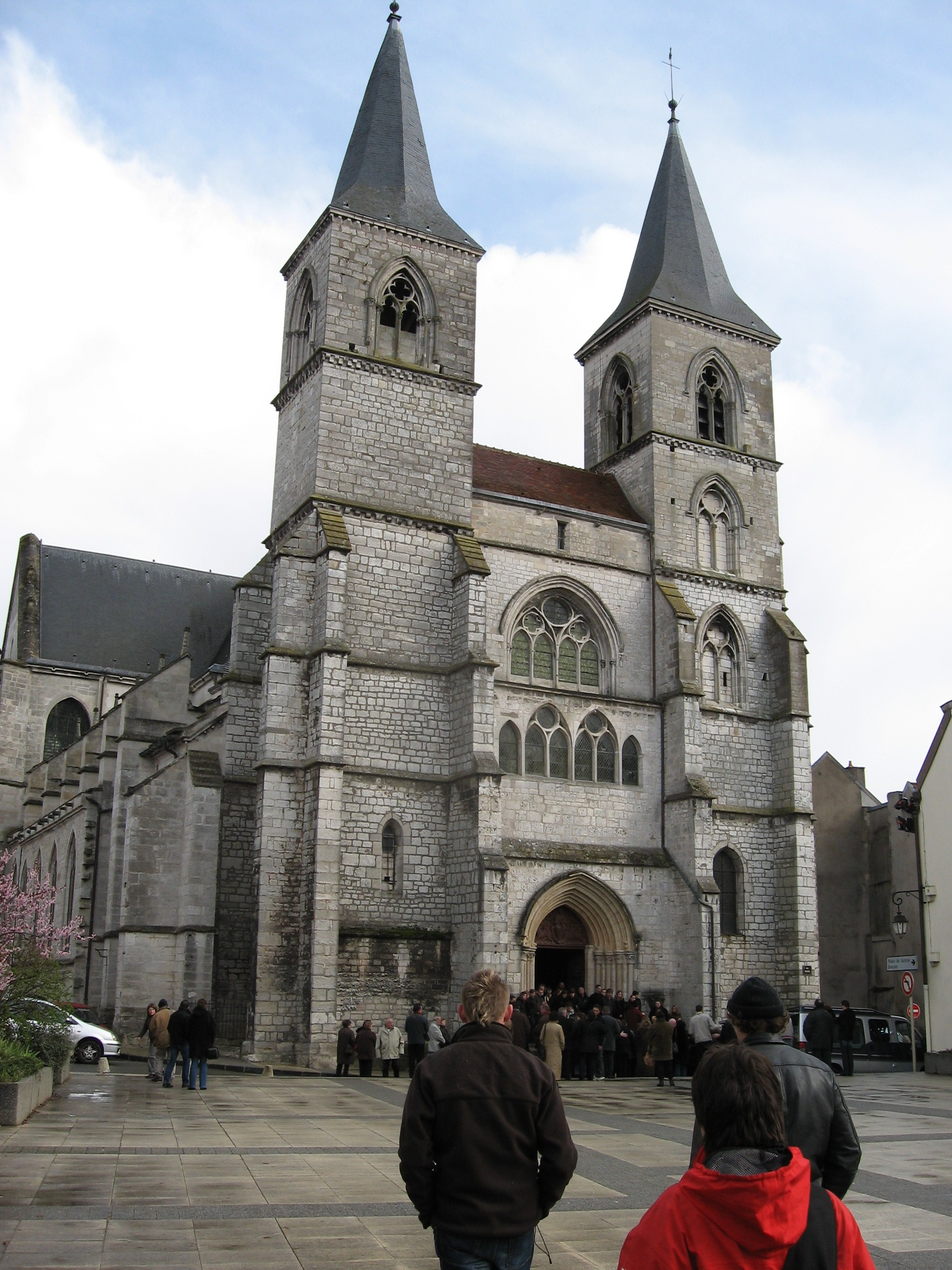
Bazylika Jana Chrzciciela w Chaumont

- średniowieczne mury obronne i fortyfikacje w Langres
- renesansowy pałac w Joinville
- wioska Colombey-les-Deux-Églises związana z życiem generała de Gaulle’a
- bazylika Jana Chrzciciela w Chaumont
- wiadukt kolejowy w Chaumont
- sztuczny zbiornik wodny Lac du Der (ośrodek sportów wodnych)